# Viivi & Wagner
Viivi & Wagner ist ein Comic des finnischen Zeichners Jussi „Juba“ Tuomola. Die Strips erscheinen regelmäßig in der größten finnischen Tageszeitung Helsingin Sanomat.
Viivi, eine junge Finnin Mitte zwanzig, lebt mit dem Schwein Wagner zusammen. Obwohl vollständig anthropomorphisiert, versteht sich Wagner selber als Schwein. Die beiden lieben sich – wenn sie nicht gerade streiten.
Der Comic erschien zuerst im Jugendmagazin „Kultapossu“ (Goldschwein) der finnischen Sampo-Bank. In dieser Originalversion war Viivi noch ein Kind und Wagner ihr lebendiges Sparschwein. Nach dem Ende von „Kultapossu“ änderte Juba das Format und zeichnete den Comic fortan als Strip für Tageszeitungen. In diesem Zusammenhang wurden Viivi und Wagner auch zu Erwachsenen.
Viivi und Wagner sind in Finnland sehr beliebt, nicht zuletzt wegen des verschrobenen Humors. Viivi und Wagner argumentieren über Weltanschauungen, streiten sich oder Wagner gerät als Schwein in für ihn absurde Situationen, die für einen Menschen gewöhnlich wären.
Der Comic könnte feministisch verstanden werden („Männer sind Schweine“), was aber bei Kenntnis der Vorgeschichte nicht haltbar ist.
2005 erschien die Übersetzung des ersten Albums auf Schwedisch, später gefolgt vom zweiten und dritten Album. In Estland waren bereits zuvor Strips in der Tageszeitung Eesti Päevaleht erschienen. Das erste Album wurde auch auf Englisch übersetzt.
Die Alben 5, 6 und 7 stellten mit einer gedruckten Erstauflage von 30.000, 40.000 und 45.000 jeweils neue Rekorde für einheimische Comics in Finnland auf. Die Gesamtauflage lag 2004 bei 300.000 Stück.
Im Jahr 2006 wurde eine auf den Comics basierende Operette beim Helsinki Festival uraufgeführt.
Neben zahlreichen in Finnland erhältlichen Merchandising-Artikeln, hat auch die finnische Post 2003 eine Viivi & Wagner Briefmarke mit einer Auflage von einer Million Stück herausgebracht.

## Alben
1. Viivi ja Wagner 1: Sikspäkki ja salmiakkia ("six pack und Salmiak), 1998
2. Viivi ja Wagner 2: Apua, sängyssäni on sika! („Hilfe, ein Schwein in meinem Bett“), 1999
3. Viivi ja Wagner 3: Ei banaaninkuoria paperikoriin! („Bananenschalen gehören nicht in den Papierkorb!“), 2000
4. Viivi ja Wagner 4: Oi, mikä karju! („Oh, du Sau!“), 2001
5. Viivi ja Wagner 5: Kuumaa hiekkaa („Heißer Sand“), 2002
6. Viivi ja Wagner 6: Viriili vesipeto („Das männliche Wasserbiest“), 2003
7. Viivi ja Wagner 7: Sohvaperunoiden kuningas („König der Couch-Potatoes“), 2004
8. Viivi ja Wagner 8: Ranskalainen liukumäki („Die französische Rutsche“), 2005
9. Viivi ja Wagner 9: Kaasua sohvalla („Gas auf der Couch“), 2006
10. Viivi ja Wagner 10: Sian morsian („Braut eines Schweins“), 2007
11. Viivi ja Wagner 11: Terassilla tarkenee („Planer auf der Terrasse“), 2008
12. Viivi ja Wagner 12: Kuinka kasvissyöjä kesytetään („Die Zähmung der Vegetarier“), 2009
13. Viivi ja Wagner 13: Sika pussaa! ("Das Schwein küßt!), 2010
14. Viivi ja Wagner 14: Vieläkin yhdessä („Immer noch zusammen“), 2011
15. Viivi ja Wagner 15: Vau, kuuma kinkku! („Wow, heißer Schinken!“), 2012
16. Viivi ja Wagner 16: Sian puolella sänkyä („Das Schwein neben dir im Bett“), 2013
17. Viivi ja Wagner 17: Kyljys kainalossa („Ein Kotlett unterm Arm“), 2014
18. Viivi ja Wagner 18: Sian salarakas („Die heimliche Liebe eines Schweins“), 2015
19. Viivi ja Wagner 19: Sikamainen selfie („Schweinisches Selfie“), 2016
20. Viivi ja Wagner 20: On-nöff-suhde („On - Nöff - Beziehung“), 2017
21. Viivi ja Wagner 21: Maasian munatoti („Eierlikör vom Erdferkel“), 2018
22. Viivi ja Wagner 22: Kuumia aaltoja ja kylmää kaljaa („Heiße Wellen [bzw. Hitzewellen] und kühles Bier“), 2019
23. Viivi ja Wagner 23: Seksiä, saippuaa ja sianhoitoa („Sex, Seife und Schweinepflege“), 2020
24. Viivi ja Wagner 24: Parisuhdekriisisuklaa („Beziehungskrisenschokolade“), 2021
25. Viivi ja Wagner 25: Rakkautta, röh! („Liebe, ha!“), 2022
26. Viivi ja Wagner 26: Mäyräkoira puistoon („Mit dem Dackel in den Park“), 2023

Die Alben 1 bis 16 erschienen im Verlag Arktinen banaani. Ab Band 17 erscheinen die Alben im Verlag Otava.
Neben den Alben erschienen mehrere Sammelbände sowie Bücher, in denen die Strips neu zusammengestellt waren, z. B. nach einem bestimmten Thema.